# Mainstockheim
Mainstockheim è un comune tedesco di 2 010 abitanti, situato nel land della Baviera.